# Christiane Schulz
Christiane Schulz (* 19. Dezember 1955 in Wildau) ist eine deutsche Lyrikerin.

## Leben und Leistungen
Nach dem Abitur 1974 studierte Schulz Baustoffverfahrenstechnik an der Hochschule für Architektur und Bauwesen in Weimar. Nach ihrem Diplom 1978 ging sie 1979 nach Potsdam. Nach einer fünfjährigen Kinderbetreuungspause folgte ein neuer Anfang im Filmmuseum Potsdam und bis 1990 eine Stelle im VEB Umweltgestaltung und Bildende Kunst. Seit 1993 arbeitet sie als Buchhalterin im Architekturbüro des Ehemanns.
Seit 1995 gab es zahlreiche Veröffentlichungen von Lyrik in Zeitschriften und Anthologien. Der erste Gedichtband Endwintergrau erschien 2000.

## Würdigungen
- 2002 Aufenthaltsstipendium im Künstlerhaus Schloss Wiepersdorf
- 2007 Arbeitsstipendium des Ministeriums des Landes Brandenburg
- 2011 Arbeitsstipendium des Ministeriums des Landes Brandenburg

## Werke
- Endwintergrau. Gedichte. Alkyon, Weissach i.T. 2000, ISBN 3-933292-31-X.
- Der Himmel der Bleigießer. Neues Literaturkontor, Münster 2004, ISBN 3-920591-73-9.
- Ebenland. Bebildert von Eric van der Wal. Van der Wal, Bergen 2004.
- Mondweiß am Revers. Gedichte. Mit einer Linolätzung von Peter Marggraf. San-Marco-Handpresse, Bordenau 2006.
- Glas aus Kälte geblasen. Neues Literaturkontor, Münster 2012, ISBN 978-3-920591-98-8.
- Christiane Schulz. (= Poesiealbum. 307), Grafik Hubert Globisch. Märkischer Verlag, Wilhelmshorst 2013, ISBN 978-3-943708-07-3.